# Ruta Estatal de Arizona 67
La Ruta Estatal de Arizona 67, y abreviada SR 67 (en inglés: Arizona State Route 67) es una carretera estatal estadounidense ubicada en el estado de Arizona. La carretera inicia en el Sur desde la Bright Angel Point al sur de North Rim hacia el Norte en la US 89A     en Jacob Lake. La carretera tiene una longitud de 69,8 km (43.4 mi).

## Mantenimiento
Al igual que las autopistas interestatales, y las rutas federales y el resto de carreteras estatales, la Ruta Estatal de Arizona 67 es administrada y mantenida por el Departamento de Transporte de Arizona por sus siglas en inglés ADOT.